# Taxco de Alarcón (municipi)
Taxco és un municipi de l'estat de Mèxic. Taxco de Alarcón és el cap de municipi i principal centre de població d'aquesta municipalitat. Aquest municipi és a la part nord de l'estat de Guerrero. Limita al nord amb els municipis de Pilcaya, al sud amb Ixcateopan, a l'oest amb Iguala i a l'est amb San Marcos.

## Localitats
| Localitat        | Població |
| Taxco de Alarcón | 52,217   |
| Tlamacazapa      | 6,234    |
| Acamixtla        | 5,301    |
| Acuitlalpan      | 4,006    |
| Taxco El Viejo   | 3,172    |
| Juliantla        | 694      |
| Total Municipio  | 104,053  |